# Herpes neonatal
Herpes neonatal é uma doença rara e grave geralmente causada pela transmissão do vírus do herpes simples (VHS) entre a mãe e um recém-nascido. Existem três subtipos: herpes localizada (pele, olhos e boca), herpes disseminada e herpes do sistema nervoso central. A herpes localizada (SEM) é caracterizada por lesões externas sem envolvimento de órgãos internos. A herpes disseminada afeta os órgãos internos, principalmente o fígado. A herpes do sistema nervoso central é uma infeção do sistema nervoso e do cérebro que pode resultar em encefalite e cujos sintomas mais comuns são crises epiléticas, tremores, letargia, irritabilidade, dificuldade em alimentar-se, temperatura corporal instável e protuberância da fontanela.
A maioria dos casos (85%) ocorre durante o parto, quando o recém-nascido entra em contacto com as secreções vaginais do canal de parto. Os fatores de risco maternos para a transmissão do VHS-1 incluem etnia branca não-hispânica, idade materna inferior a 25 anos, infeção primária durante o primeiro trimestre
, primeira gravidez, seronegativa para VHS, parceiro infetado, e sexo oral recetivo no terceiro trimestre. Os fatores de risco para a transmissão de VHS-2 incluem etnia negra, idade materna inferior a 21 anos, parceiro infetado, primeiro episódio de infeção primária ou não primária no terceiro trimestre, quatro ou mais parceiros sexuais ao longo da vida, menor escolaridade, antecedentes de infeções sexualmente transmissíveis, antecedentes de interrupção da gravidez e primeira gravidez. A infeção genital assintomática por VHS-1 tem maior potencial de transmitir a doença para o bebé do que o VHS-2.
A deteção e prevenção são complicadas, uma vez que em 60 a 98% dos casos não manifestam sintomas. Recomenda-se que os partos de grávidas com lesões ativas de herpes genital sejam feitos por cesariana. As grávidas cuja herpes esteja dormente podem ser tratadas com aciclovir. O tratamento consiste na administração de antivirais como a vidarabina e o aciclovir. A morbilidade e mortalidade são elevadas, uma vez que 20-40% dos recém-nascidos não apresenta lesões visíveis e a doença só é diagnosticada quando já é muito tarde para que os antivirais fazerem efeito.
Estima-se que a doença afete entre 1 em cada 3000 ou 1 em cada 20000 nados-vivos nos Estados Unidos. Cerca de 22% das grávidas norte-americanas foram previamente expostas ao VHS-2 e 2% adquiriram o vírus durante a gravidez, taxas semelhantes às da população em geral. O risco de transmissão para o filho é de 30-57% nos casos em que a mão adquiriu uma infeção primária no terceiro trimestre. O risco de transmissão por uma mãe com anticorpos para o VHS-1 e VHS-2 é muito menor (1-3%). A herpes neonatal por VHS-1 é extremamente rara nos países em vias de desenvolvimento porque o desenvolvimento de anticorpos geralmente acontece na infância ou adolescência.